# Arcipelago di Sedov
L'arcipelago di Sedov (in russo архипелаг Седова, archipelag Sedova) è un gruppo di isole russe che fanno parte dell'arcipelago di Severnaja Zemlja e sono bagnate dal mare di Kara.
Amministrativamente fanno parte del Tajmyrskij rajon del Territorio di Krasnojarsk, nel Distretto Federale Siberiano.

## Geografia
Il gruppo di isole si trova nella parte occidentale dell'arcipelago di Severnaja Zemlja. Si compone di 6 isole maggiori e alcune senza nome di piccole dimensioni; si estende per una lunghezza di 53 km a ovest della penisola della Comune di Parigi (полуостров Парижской Коммуны, poluostrov Parižskoj Kommuny) che si trova nella parte ovest dell'isola della Rivoluzione d'Ottobre. Vostočnyj, l'isola più orientale dell'arcipelago di Sedov è a 4,9 km dalla suddetta penisola, separata dall'omonimo stretto Vostočnyj (пролив Восточный, in italiano "stretto Orientale").

## Storia
Scoperte nel 1913 dalla spedizione idrografica di Boris Andreevič Vil'kickij (1910-1915), hanno preso il nome dell'esploratore artico russo Georgij Jakovlevič Sedov (1877—1914). La prima mappa completa è stata compilata negli anni 1930-1932, durante la spedizione sovietica di Urvancev e Ušakov, che mapparono tutta la Severnaja Zemlja. Ušakov, morto a Mosca nel 1963, è stato sepolto com'era suo desiderio sull'isola Domašnij, dove aveva base la spedizione.
Nel 1950, è stata fondata sull'isola Golomjannyj una stazione di ricerca meteorologica (79°33′00″N 90°37′00″E), che è in funzione ancor oggi.

## Isole dell'arcipelago
Elencate nell'ordine della loro posizione geografica, da ovest a est:
- Isola Golomjannyj (oстров Голомянный)
- Isola Srednij (остров Средний)
- Isola Domašnij (остров Домашний)
- Isola Strela (остров Стрела)
- Isola Figurnyj (остров Фигурный)
- Isola Vostočnyj (остров Восточный)